# Carlos von der Becke
Carlos Maximiliano von der Becke (n. Cañada de Gómez, 1 de enero de 1890-f. Buenos Aires, 5 de octubre de 1965) fue un militar argentino que se desempeñó como comandante en jefe del Ejército desde 1944 hasta 1946.

## Primeros años
Nació, según constancias familiares, el 1 de enero de 1890 en la localidad de Cañada de Gómez, provincia de Santa Fe. Hijo de Alfonso von der Becke-Klüchtzner y Clementina von Helbig, fundadores de la rama argentina de los von der Becke. El padre, alto funcionario administrativo de ferrocarriles, había nacido el 5 de enero de 1860 en Dresde, hijo del entonces Teniente del Real Ejército de Sajonia, Jorge Edmundo von der Becke y de Ana von Klüchtzner. A su vez la madre pertenecía a la noble familia de los von Helbig de Silesia, donde nació el 20 de agosto de 1862.
Cursó allí sus estudios en el Colegio Nacional de Tucumán, del que egresó con el orden de mérito N.º 1, a los catorce años de edad. En 1905 cursó en la Facultad de Ingeniería porteña.

## Carrera militar
En la Escuela Militar fue abanderado y recibió el premio al mejor alumno (premio Ministerio de Guerra) y al mejor compañero (premio de la Asociación de Señoritas Pro Patria). Desde entonces hasta su muerte fue el presidente de su promoción 1908.
En su período como oficial subalterno de Infantería estuvo destinado en el Colegio Militar. Allí fue oficial instructor y jefe de la Compañía, jefe del Batallón de Infantería, y jefe de todo el Cuerpo de Infantería. Se inició en las lides docentes dictando táctica. Contrajo matrimonio en 1925 con Isabel Tamborini.
Fue alumno de la Escuela Superior de Guerra, luego de ascender a capitán en 1917, egresando de dicho instituto como oficial de Estado Mayor con el primer orden de mérito. 
Al graduarse, fue trasladado al Estado Mayor General del Ejército. Allí cumplió una labor que mereció juicios ponderables de sus superiores, respecto a su desempeño en el área de planeamiento. Es opinión entre peritos, a propósito de su plan de recuperación de las islas Malvinas concebido en esa época.
Su labor intelectual editada comenzó ya en 1913, con una traducción publicada probablemente por el mismo Colegio Militar donde en esa época revistaba. Otras traducciones le fueron requeridas para la Biblioteca del Oficial, fundada por el Círculo Militar. El aporte del joven capitán, comienza al nacer esa serie de publicaciones en 1918, siendo su primera tarea verificable la traducción del alemán, conjuntamente con el teniente coronel Juan Pistarini, del libro, Táctica y técnica de los pasajes de ríos cuyo autor era el coronel Martens. El tomo I de dicha obra fue el volumen XII de la flamante editorial. El tomo II, de los mismos traductores, sería publicado como volumen XV. Casi por excepción queda impreso su nombre en las publicaciones que efectuaba y cuando aparece, lo es por algún motivo especial. El anónimo "traducción de la Biblioteca del Oficial" que aparece en la gran mayoría de sus traducciones, dificulta el inventario de sus aportes.
Durante su desempeño como profesor de historia militar de la Escuela Superior de Guerra - su siguiente destino - traduce tres volúmenes para aplicar al servicio de la cátedra. Uno de ellos se titulaba a Guerra Mundial de 1914 a 1918» (tomo I, referido a las operaciones terrestres y tomo II, a la liberación de Prusia Oriental). Corresponden a los volúmenes CIII y CIV de la Biblioteca del Oficial. Ellos permitieron la actualización doctrinaria de nuestros oficiales, sobre todo los que cursaban la mencionada asignatura de historia militar. El tercero, con el mismo título pero referido específicamente a las batallas de frontera en el oeste (volumen CXXI) apareció años después. Las tres obras habían sido preparadas por el Archivo de Guerra alemán.
Entre 1930 y 1933 fue agregado militar en la embajada en Alemania. En estas circunstancias cursó en la Academia de Guerra de Berlín (Kriegsakademie), compartiendo aula con el mariscal Erwin Rommel.
Fue promovido a coronel en 1932 y nombrado profesor de Táctica y Servicio de Estado Mayor del tercer curso de la Escuela Superior de Guerra, en 1933. En 1936 se desempeña como jefe del Estado Mayor de la 2.ª División de Ejército, con asiento en Campo de Mayo. Un año después, fue director de la Escuela Superior de Guerra, entre 1936 y 1939.
En 1939 fue jefe del Estado Mayor del Primer Ejército en Rosario, siendo su comandante el general de división Juan Pistarini. Entre 1940 y 1942 fue comandante de la 4.ª División de Ejército en Córdoba. Entre 1943 y 1945 fue jefe del Estado Mayor General del Ejército (segundo mando). Entre 1944 y 1946 fue comandante en jefe del Ejército, máximo puesto en la institución.
En 1939 ascendió a general de brigada, en 1944 a general de división y en 1945 a teniente general.
El 2 de noviembre de 1944, alcanzaba el grado máximo del escalafón militar, con su promoción a teniente general. En el legajo correspondiente, firmadas por el ministro de Guerra, se anotan los siguientes conceptos: 
"En el transcurso del presente año, ha ratificado las brillantes dotes que lo adornan, habiendo desempeñado con la máxima eficiencia, sereno criterio, ponderable juicio y acendrada abnegación los puestos de mayor responsabilidad del Ejército. En su labor como comandante en jefe y jefe del Estado Mayor General ha destacado su personalidad moral, intelectual y de carácter en todas las tareas realizadas de la defensa nacional, por lo que lo hacen acreedor a mi más profundo reconocimiento personal y el de toda la Institución Armada."
Durante su gestión como comandante en jefe estalló el alzamiento del jefe de la guarnición de Campo de Mayo, general de brigada Eduardo Ávalos, el 8 de octubre de 1945. El conocido desencadenante fue el descontento con la política del vicepresidente, coronel Juan D. Perón, quien dejó su puesto. Becke estuvo en procura de apaciguar los ánimos en la fuerza. De hecho, estuvo presente en Campo de Mayo en una reunión del presidente de facto, general de división Edelmiro J. Farrell, con los jefes y oficiales de Campo de Mayo.
En ocasión de las elecciones presidenciales de 1946, estuvo al frente de la Comisión Coordinadora Electoral, a cargo de dirigir el proceso electoral. Integraba dicha comisión junto con los titulares de la Marina y la Aeronáutica. En la política, era sindicado como un neutral respecto a la candidatura del coronel Juan D. Perón, procurando preservar la imagen institucional del Ejército.
Fue relevado en el comando en jefe por el general de división Diego I. Mason y pasó a cumplir funciones en la Junta Interamericana de Defensa en Washington D. C. Fue designado jefe de la misión militar argentina ante la Junta Interamericana de Defensa, con la tarea de conseguir armamento estadounidense (encomendada por Perón), frustrada por la desconfianza generada por los antecedentes germanófilos de la Argentina. No obstante la misión logró adquirir material de guerra a pesar de esta circunstancia. Después fue presidente de la delegación argentina hasta 1948, pasando a retiro.

## Actividad posterior
Tras el fallido golpe del 16 de junio de 1955 por fuerzas de la Marina, pronunciaba un discurso el presidente Perón desde el despacho del Ministerio de Guerra, donde estaba junto al ministro Franklin Lucero y otros colaboradores. En estas circunstancias reapareció Becke al igual que otros altos jefes militares.
Con el derrocamiento de Perón el 16 de septiembre de 1955 y la llegada de la Revolución Libertadora, Becke presidió el Tribunal Superior de Honor que juzgó a Perón y lo privó del grado de general de ejército y el uso uniforme militar (el cual recuperaría recién en 1973) el 27 de octubre del mismo año.

## Controversias
El diputado Silvano Santander acusó a Von der Becke fue acusado y otros oficiales superiores de inspirador de la atribución de inexistentes conferencias sobre el final que tendría la Segunda Guerra Mundial y autor de un libro publicado primero en Montevideo y luego en Buenos Aires que tituló, imitando uno muy famoso francés, «Técnica de una traición». Por ser el más antiguo de los militares afectados y haber fallecido algunos de ellos, von der Becke asumió en la defensa de todos. 
El producto de esta investigación realizada en archivos argentinos, uruguayos, estadounidenses y alemanes, se caracterizó por dos etapas, separadas entre ellas por la edición de un volumen que tituló «Destrucción de una infamia».
En el prólogo de la obra publicada manifestó que no perseguía finalidad política alguna, agregando que: «He limitado mi actividad política al cumplimiento de las determinadas por la ley para todo ciudadano, aunque he seguido siempre con lógico interés los problemas de ese orden, dado su incidencia sobre la vida nacional. No he sido, no soy, ni pienso ser político. Jamás me he mezclado en forma o medida alguna en la lucha partidaria, ni he sentido el eco de sus pasiones; tampoco he tenido ni tengo la más mínima aspiración de esa naturaleza.»
La investigación de von der Becke logra probar, entonces, la falacia de la acusación, la falsedad de documentos y pruebas fotográficas y la intervención en la confección de las falsificaciones, del ciudadano alemán Enrique Jürges.
A similares conclusiones llega la Comisión de Actividades Antinacionales creada en Uruguay el 21 de junio de 1954.
A su vez el Tribunal Superior de Honor, se expide en un dictamen el 26 de septiembre de 1956, demostrando la total falsedad de los cargos imputados y de los supuestos documentos que los respaldan, proclamando que el teniente general Carlos von der Becke no ha cometido acto alguno que su honor personal y resolviendo en consecuencia: 1) absolver por falta absoluta de culpabilidad, 2) declarar que su nombre y honor queda enteramente a salvo, 3) solicitar que esta resolución del tribunal y sus antecedentes reciban amplia publicidad para que el pueblo de la Nación se entere de la falsedad de los cargos contenidos en el libelo y del proceder del señor Santander.
Firman el veredicto los tenientes generales Diego I. Mason, Benjamín Rattenbach, Laureano Orencio Anaya y Juan Carlos Sanguinetti y el general de división Luis César Perlinger.
Luego de publicado el libro y el fallo, von der Becke consigue que la policía alemana secuestre en el domicilio de Jürges la correspondencia entre este último y Santander. Aparecen a la luz entonces la serie de pedidos hechos por Santander a Jürges para que "obtenga" documentos a designio y los detalles proporcionados por Jürges sobre el avance de sus tareas.

## Muerte
Falleció en Buenos Aires el 5 de octubre de 1965. Había alcanzado el más alto grado del escalafón militar argentino y ostentaba el distintivo de oficial del Estado Mayor. Su esposa fue Isabel Carolina Tamborini (1902 - 1977). Sus hijos fueron Carlos Horacio von der Becke y Raúl Emilio von der Becke.